# Uranizam
Uranizam je pojam iz 19. stoljeća kojim se definiralo osobu tzv. trećeg roda, izvorno muškarca "sa ženskim umom u muškom tijelu" kojeg seksualno i emotivno privlače drugi muškarci. Pojam se kasnije proširio i na homoseksualne žene i razne druge spolne orijentacije. Pretpostavlja se da pojam potječe iz njemačke riječi Urning, koju je prvi put koristio aktivist Karl Heinrich Ulrichs u nizu od pet knjižica izdanih 1864. i 1865. kasnije objedinjenih u djelo "Istraživanje zagonetke muško-muške ljubavi" (njem.: Forschungen über das Räthsel der mannmännlichen Liebe). Ulrich je razvio svoju terminologiju prije javne uporabe pojma "homoseksualnost", koja se pojavila tek 1869. u pamfletu kojeg je anonimno objavio Karl-Maria Kertbeny. Riječ "uranizam" dolazi od grčke božice Afrodite Uranije stvorene iz testisa boga Urana. Prema tumačenju uranista, ona stoga predstavlja homoseksualce, dok Afrodita Dioneja predstavlja heteroseksualce.
Pojam je brzo prihvaćen na engleskom govornom području u viktorijansko doba od strane pobornika emancipacije homoseksualaca, kao što su Edward Carpenter i John Addington Symonds, koji su ga koristili da bi opisali drugarsku ljubav, koja će dovesti do istinske demokracije, ujedinjujući "otuđene dijelove društva" i rušeći klasne i rodne barijere.
Uranizam se kao pojam uvriježio i među pripadnicima pjesničke grupe koje je proučavala pederastiju u antičkoj umjetnosti kao inspiraciju za stvaranje poezije od od 1870. do 1930. Pjesništvo ove grupe danas je poznato kao "uranistička poezija". Neka umjetnička djela vizualnih umjetnika kao npr. slikara Henryja Scotta Tukea ili fotografa Wilhelma von Gloedena su često definirana kao "uranistička".

## Etimologija
Riječ "uranizam" aludira na Platonov dijalog Simpozij koji obrađuje temu Erosa (ljubavi). U tom dijalogu Pauzanija razlikuje dvije vrste ljubavi, koje simboliziraju dvije inačice rođenja božice ljubavi Afrodite. U prvoj inačici, Afrodita je rođena iz prosutog sjemena boga Urana nakon što mu je njegov sin Kron odsjekao genitalije, u rođenju u kojem "žena nije imala ulogu". Afrodita Uranija stoga simbolizira plemenitu, duhovnu ljubav prema muškim mladićima i od nje potječe Ulrichov pojam "uranizam". Druga inačica Afroditinog rođenja je kao kći Zeusa i Dione, poznata kao Afrodita Dioneja, koja simbolizira uobičajenu ljubav muškarca i žene, "ljubav tijela, a ne duše". Po Afroditi Dioneji, Ulrich koristi pojam "dioning" za muškarce koji su seksualno privučeni ženama. Za razliku od od Platonovog opisa muške ljubavi, Ulrichs je pretpostavljao da je priroda muških urninga ženska, dok je priroda muških dioninga muška.

## Klasifikacija
Ulrichs je shvatio da nisu sve muške osobe koje privlače muškarci "ženske" po svojoj prirodi. Kako bi opisao rodnu raznolikost i seksualnu orijentaciju muških osoba, Ulrich je razvio složeniju podjelu utemeljenu na tri osnovne karakteristike: spolnoj orijentaciji (privučen muškarcima, biseksualan, privučen ženama), preferencijalnom seksualnom ponašanju (pasivan, bez preferencija, aktivan) i rodnim karakteristikama (efeminiran, srednji, muževan). Ulrichs je samog sebe definirao Weiblingom, efeminiranim homoseksualcem koji preferira aktivnu ulogu u seksu.

### Taksonomija uranizma
(Napomena: u njemačkom jeziku, sufiks -in se koristi za ženski rod)
- Urningin (ili ponekad Uranierin, Urnin, i Urnigin): tijelom ženska osoba s muškom psihom, seksualno privučena ženama
- Urning: tijelom muška osoba sa ženskom psihom, seksualno privučen muškarcima
- Dioningin: heteroseksualna žena
- Dioning: heteroseksualni muškarac
- Uranodioningin: biseksualna žena
- Uranodioning: biseksualni muškarac
- Zwitter: interseksualna osoba

Urningthum, "muška homoseksualnost" (ili urnische Liebe, homoseksualna ljubav) je podrobnije definirana dodatnim pojmovima:
- Mannlinge: vrlo muževan, sa ženskom psihom i seksualno privučen efeminiranim muškarcima ("butch gej")
- Weiblinge: izgledom, ponašanjem i psihom efeminirani muškarac, seksualno privučen muževnim muškarcima ("queen")
- Manuring: efeminiran izgledom i ponašanjem, s muškom psihom i seksualno privučen ženama ("efeminirani heteroseksualac")
- Zwischen-Urning: Odrasli muškarac seksualno privučen adolescentima ("pederast", "hebefilan")
- konjunktivan, s nježnim i strastvenim osjećajima prema muškarcima
- dizjunktivan, s nježnim i strastvenim osjećajima prema ženama
- Virilisierte Mannlinge: muški urning (homoseksualac) koji je usvojio društveno prihvatljivo ponašanje dioninga (heteroseksualca), bilo prisilom ili navikom
- Uraniaster ili uranisierter Mann: dioning (heteroseksualac) koji prakticira situacijske homoseksualne odnose (npr. u zatvorima ili u vojsci)